# Hao Junmin
Hao Junmin (en chino tradicional, 蒿俊閔; en chino simplificado, 蒿俊闵; pinyin, Hāo Jùnmǐn; Wuhan, Hubei, 24 de marzo de 1987) es un futbolista chino. Juega de centrocampista en el Guangzhou F. C. de la Primera Liga China.

## Trayectoria
En enero de 2010, y luego de una exitosa carrera en su país, lo ficha el Schalke 04 alemán, convirtiéndose así en el tercer chino que juega en el país germano.

## Selección nacional
Ha sido internacional en 90 oportunidades con la selección de fútbol de China, marcando un total de 12 goles oficiales.
| #  | Fecha     | Sede                                                           | Oponente        | Gol | Resultado | Competición                                   |
| -- | --------- | -------------------------------------------------------------- | --------------- | --- | --------- | --------------------------------------------- |
| 1  | 23-2-2008 | Centro de Deportes Olímpicos de Chongqing, Chongqing, China    | Corea del Norte | 3–1 | 3–1       | Campeonato de Fútbol de Asia Oriental de 2008 |
| 2  | 25-5-2008 | Estadio de Kunshan, Kunshan, China                             | Jordania        | 1–0 | 2–0       | Amistoso                                      |
| 3  | 21-1-2009 | Estadio Yellow Dragon, Hangzhou, China                         | Vietnam         | 5–1 | 6–1       | Clasificación para la Copa Asiática 2011      |
| 4  | 29-5-2009 | Estadio de Shanghái, Shanghái, China                           | Alemania        | 1–0 | 1–1       | Amistoso                                      |
| 5  | 25-7-2009 | Estadio Olímpico de Tianjin, Tianjin, China                    | Kirguistán      | 2–0 | 3–0       | Amistoso                                      |
| X  | 2-1-2011  | Estadio Thani bin Jassim, Doha, Catar                          | Irak            | 1–0 | 3–2       | Amistoso                                      |
| 6  | 16-1-2011 | Estadio Thani bin Jassim, Doha, Catar                          | Uzbekistán      | 2–2 | 2–2       | Copa Asiática 2011                            |
| 7  | 23-7-2011 | Tuodong Stadium, Kunming, China                                | Laos            | 5–2 | 7–2       | Clasificación para la Copa Mundial de 2014    |
| 8  | 23-7-2011 | Tuodong Stadium, Kunming, China                                | Laos            | 7–2 | 7–2       | Clasificación para la Copa Mundial de 2014    |
| 9  | 6-9-2011  | Estadio Internacional de Amán, Amán, Jordania                  | Jordania        | 1–2 | 1–2       | Clasificación para la Copa Mundial de 2014    |
| 10 | 29-2-2012 | Estadio de la Ciudad Universitaria de Guangzhou, Cantón, China | Jordania        | 1–0 | 3–1       | Clasificación para la Copa Mundial de 2014    |
| 11 | 29-2-2012 | Estadio de la Ciudad Universitaria de Guangzhou, Cantón, China | Jordania        | 2–0 | 3–1       | Clasificación para la Copa Mundial de 2014    |
| X  | 3-1-2015  | Estadio Campbelltown, Campbelltown, Australia                  | Omán            | 1–1 | 4–1       | Amistoso                                      |
| 12 | 1-9-2016  | Estadio Mundialista de Seúl, Seúl, Corea del Sur               | Corea del Sur   | 2–3 | 2–3       | Clasificación para la Copa Mundial de 2018    |

X: no oficial

## Clubes
| Club             | País     | Año       |
| ---------------- | -------- | --------- |
| Tianjin Teda     | China    | 2004-2009 |
| F. C. Schalke 04 | Alemania | 2010-2011 |
| Shandong Luneng  | China    | 2011-2021 |
| Wuhan F. C.      | China    | 2021-2022 |
| Guangzhou F. C.  | China    | 2022-     |

## Palmarés

### Campeonatos nacionales
| Título             | Club             | País     | Año  |
| ------------------ | ---------------- | -------- | ---- |
| Copa de Alemania   | F. C. Schalke 04 | Alemania | 2011 |
| Copa FA de China   | Shandong Luneng  | China    | 2014 |
| Supercopa de China | Shandong Luneng  | China    | 2015 |
| Copa FA de China   | Shandong Luneng  | China    | 2020 |

### Torneos internacionales
| Título                                | Club  | País          | Año  |
| ------------------------------------- | ----- | ------------- | ---- |
| Campeonato de Fútbol de Asia Oriental | China | Corea del Sur | 2005 |

### Distinciones individuales
| Distinción                                        | Año  |
| ------------------------------------------------- | ---- |
| Jugador joven del año en China                    | 2005 |
| Parte del Equipo del Año de la Superliga de China | 2005 |
| Jugador joven del año en China                    | 2007 |
| Parte del Equipo del Año de la Superliga de China | 2007 |
| Parte del Equipo del Año de la Superliga de China | 2017 |
| Parte del Equipo del Año de la Superliga de China | 2019 |